# Groupe F du Championnat d'Europe de basket-ball 2013
Les rencontres du Groupe F du Championnat d'Europe de basket-ball 2013 se déroulent entre le 12 et le 16 septembre 2013, à l'Arena Stožice de Ljubljana, en Slovénie.
Le groupe est composé des trois premières équipes du groupe C (Espagne, Croatie et Slovénie) et du groupe D (Italie, Finlande et Grèce) du premier tour. Les quatre premières équipes sont qualifiées pour les quarts de finale et affrontent les équipes du groupe E, les deux dernières sont éliminées.

## Format de la compétition
Chaque équipe marque deux points en cas de victoire, un point en cas de défaite et de défaite par défaut (si l'équipe est réduite à moins de deux joueurs sur le terrain) et zéro point en cas de forfait (impossibilité pour une équipe d'aligner cinq joueurs au départ du match).
Pour départager les équipes à la fin des matchs de poules en cas d'égalité de points, les critères de la FIBA sont appliqués (dans l'ordre) :
1. résultat des matchs particuliers entre les équipes concernées ;
2. différence entre points marqués et encaissés entre les équipes concernées ;
3. différence entre points marqués et encaissés de tous les matchs joués ;
4. plus grand nombre de points marqués.

Les équipes terminant aux quatre premières places sont qualifiées pour le tableau final à élimination directe.
| Légende                                 |
| --------------------------------------- |
| Qualification pour les quarts de finale |
| Élimination du championnat              |

## Classement
Les résultats entre équipes issues du premier tour restent acquis.
| Groupe E (Ljubljana - Stozice Arena) |          |     |   |   |     |     |      |     |  |
|                                      | Équipe   | Pts | G | P | PP  | PC  | Diff | Dép |  |
| 1                                    | Croatie  | 9   | 4 | 1 | 372 | 361 | +11  |     |  |
| 2                                    | Slovénie | 8   | 3 | 2 | 385 | 379 | +6   | +7  |  |
| 3                                    | Italie   | 8   | 3 | 2 | 374 | 357 | +17  | -7  |  |
| 4                                    | Espagne  | 7   | 2 | 3 | 375 | 339 | +36  | +26 |  |
| 5                                    | Finlande | 7   | 2 | 3 | 341 | 385 | -44  | -26 |  |
| 6                                    | Grèce    | 6   | 1 | 4 | 381 | 407 | -26  |     |  |

## Détails des matchs

### 12 septembre
| 12 septembre 2013 14 h 00 CEST | (en) Boxscore | Finlande                                          | 63-88                    | Croatie                                           |  | Arena Stožice, Ljubljana Affluence : 3 020 Arbitres : Fernando Rocha Milivoje Jovcić Marius Ciulin | Sport+ |
| 12 septembre 2013 14 h 00 CEST | (en) Boxscore | Score par quart-temps : 11-17, 9-22, 18-24, 25-25 |                          |                                                   |  | Arena Stožice, Ljubljana Affluence : 3 020 Arbitres : Fernando Rocha Milivoje Jovcić Marius Ciulin | Sport+ |
| 12 septembre 2013 14 h 00 CEST | (en) Boxscore | Shawn Huff 10 Sasu Salin 6 Petteri Koponen 4      | Points Rebonds Passes d. | Damjan Rudež 17 Damir Markota 11 Dontaye Draper 4 |  | Arena Stožice, Ljubljana Affluence : 3 020 Arbitres : Fernando Rocha Milivoje Jovcić Marius Ciulin | Sport+ |

| 12 septembre 2013 17 h 45 CEST | (en) Boxscore | Grèce                                                                         | 79-75                    | Espagne                                                     |  | Arena Stožice, Ljubljana Affluence : 2 980 Arbitres : Ilija Belosević Borys Ryjyk Ademir Zurapović | Sport+ |
| 12 septembre 2013 17 h 45 CEST | (en) Boxscore | Score par quart-temps : 16-26, 25-12, 11-19, 27-18                            |                          |                                                             |  | Arena Stožice, Ljubljana Affluence : 2 980 Arbitres : Ilija Belosević Borys Ryjyk Ademir Zurapović | Sport+ |
| 12 septembre 2013 17 h 45 CEST | (en) Boxscore | Vassilis Spanoulis 20 G. Printezis, K. Kaimakoglou 5 V. Spanoulis, N. Zisis 3 | Points Rebonds Passes d. | R. Fernández, M. Gasol 20 Victor Claver 11 Rudy Fernández 4 |  | Arena Stožice, Ljubljana Affluence : 2 980 Arbitres : Ilija Belosević Borys Ryjyk Ademir Zurapović | Sport+ |

| 12 septembre 2013 21 h 00 CEST | (en) Boxscore | Slovénie                                           | 84-77                    | Italie                                                 |  | Arena Stožice, Ljubljana Affluence : 10 000 Arbitres : Robert Lottermoser Olegs Latisevs Emin Mogulkoc | Sport+ |
| 12 septembre 2013 21 h 00 CEST | (en) Boxscore | Score par quart-temps : 18-21, 27-18, 15-15, 24-23 |                          |                                                        |  | Arena Stožice, Ljubljana Affluence : 10 000 Arbitres : Robert Lottermoser Olegs Latisevs Emin Mogulkoc | Sport+ |
| 12 septembre 2013 21 h 00 CEST | (en) Boxscore | Goran Dragić 22 Zoran Dragić 11 Goran Dragić 6     | Points Rebonds Passes d. | Alessandro Gentile 20 Luigi Datome 6 Marco Belinelli 4 |  | Arena Stožice, Ljubljana Affluence : 10 000 Arbitres : Robert Lottermoser Olegs Latisevs Emin Mogulkoc | Sport+ |

### 14 septembre
| 14 septembre 2013 14 h 00 CEST | (en) Boxscore | Croatie                                                   | 76-68                    | Italie                                                   |  | Arena Stožice, Ljubljana Affluence : 8 000 Arbitres : Ilija Belosević Borys Ryjyk Joseph Bissang |
| 14 septembre 2013 14 h 00 CEST | (en) Boxscore | Score par quart-temps : 8-17, 23-19, 26-9, 19-23          |                          |                                                          |  | Arena Stožice, Ljubljana Affluence : 8 000 Arbitres : Ilija Belosević Borys Ryjyk Joseph Bissang |
| 14 septembre 2013 14 h 00 CEST | (en) Boxscore | Bojan Bogdanović 18 L. Žorić, A. Tomić 8 Quatre joueurs 2 | Points Rebonds Passes d. | Luigi Datome 24 Luigi Datome 7 M. Belinelli, T. Diener 3 |  | Arena Stožice, Ljubljana Affluence : 8 000 Arbitres : Ilija Belosević Borys Ryjyk Joseph Bissang |

| 14 septembre 2013 17 h 45 CEST | (en) Boxscore | Espagne                                                | 82-56                    | Finlande                                          |  | Arena Stožice, Ljubljana Affluence : 3 070 Arbitres : Olegs Latisevs Milivoje Jovcić Renaud Geller | Sport+ |
| 14 septembre 2013 17 h 45 CEST | (en) Boxscore | Score par quart-temps : 18-15, 24-15, 15-14, 25-12     |                          |                                                   |  | Arena Stožice, Ljubljana Affluence : 3 070 Arbitres : Olegs Latisevs Milivoje Jovcić Renaud Geller | Sport+ |
| 14 septembre 2013 17 h 45 CEST | (en) Boxscore | José Calderón 23 V. Claver, M. Gasol 7 José Calderón 5 | Points Rebonds Passes d. | Petteri Koponen 17 Gerald Lee 6 Petteri Koponen 4 |  | Arena Stožice, Ljubljana Affluence : 3 070 Arbitres : Olegs Latisevs Milivoje Jovcić Renaud Geller | Sport+ |

| 14 septembre 2013 21 h 00 CEST | (en) Boxscore | Grèce                                                           | 65-73                    | Slovénie                                     |  | Arena Stožice, Ljubljana Affluence : 10 000 Arbitres : Robert Lottermoser Fernando Rocha Marius Ciulin |
| 14 septembre 2013 21 h 00 CEST | (en) Boxscore | Score par quart-temps : 13-26, 14-17, 19-19, 19-11              |                          |                                              |  | Arena Stožice, Ljubljana Affluence : 10 000 Arbitres : Robert Lottermoser Fernando Rocha Marius Ciulin |
| 14 septembre 2013 21 h 00 CEST | (en) Boxscore | Vassilis Spanoulis 21 Vassilis Spanoulis 8 Vassilis Spanoulis 3 | Points Rebonds Passes d. | Goran Dragić 28 Mirza Begić 8 Goran Dragić 4 |  | Arena Stožice, Ljubljana Affluence : 10 000 Arbitres : Robert Lottermoser Fernando Rocha Marius Ciulin |

### 16 septembre
| 16 septembre 2013 14 h 00 CEST | (en) Boxscore | Croatie                                                             | 92-88                    | Grèce                                                  | 2xOT | Arena Stožice, Ljubljana Affluence : 3 090 Arbitres : Olegs Latisevs Milivoje Jovcić Borys Ryjyk | Sport+ |
| 16 septembre 2013 14 h 00 CEST | (en) Boxscore | Score par quart-temps : 16-17, 20-17, 15-16, 19-20, OT : 7-7, 15-11 |                          |                                                        | 2xOT | Arena Stožice, Ljubljana Affluence : 3 090 Arbitres : Olegs Latisevs Milivoje Jovcić Borys Ryjyk | Sport+ |
| 16 septembre 2013 14 h 00 CEST | (en) Boxscore | Bojan Bogdanović 22 Ante Tomić 12 Roko Leni Ukić 5                  | Points Rebonds Passes d. | Ioánnis Bouroúsis 21 Ioánnis Bouroúsis 9 Nikos Zisis 5 | 2xOT | Arena Stožice, Ljubljana Affluence : 3 090 Arbitres : Olegs Latisevs Milivoje Jovcić Borys Ryjyk | Sport+ |

| 16 septembre 2013 17 h 45 CEST | (en) Boxscore | Italie                                                        | 86-81                    | Espagne                                        | OT | Arena Stožice, Ljubljana Affluence : 4 310 Arbitres : Robert Lottermoser Fernando Rocha Emin Mogulkoc | Sport+ |
| 16 septembre 2013 17 h 45 CEST | (en) Boxscore | Score par quart-temps : 24-12, 13-25, 8-19, 25-14, OT : 16-11 |                          |                                                | OT | Arena Stožice, Ljubljana Affluence : 4 310 Arbitres : Robert Lottermoser Fernando Rocha Emin Mogulkoc | Sport+ |
| 16 septembre 2013 17 h 45 CEST | (en) Boxscore | Alessandro Gentile 25 Marco Cusin 11 Pietro Aradori 3         | Points Rebonds Passes d. | Marc Gasol 32 Marc Gasol 10 Sergio Rodríguez 6 | OT | Arena Stožice, Ljubljana Affluence : 4 310 Arbitres : Robert Lottermoser Fernando Rocha Emin Mogulkoc | Sport+ |

| 16 septembre 2013 21 h 00 CEST | (en) Boxscore | Finlande                                           | 92-76                    | Slovénie                                                     |  | Arena Stožice, Ljubljana Affluence : 10 000 Arbitres : Ilija Belosević Marius Ciulin Chris Dodds |
| 16 septembre 2013 21 h 00 CEST | (en) Boxscore | Score par quart-temps : 22-26, 20-16, 29-14, 21-20 |                          |                                                              |  | Arena Stožice, Ljubljana Affluence : 10 000 Arbitres : Ilija Belosević Marius Ciulin Chris Dodds |
| 16 septembre 2013 21 h 00 CEST | (en) Boxscore | Gerald Lee 17 Gerald Lee 6 Petteri Koponen 6       | Points Rebonds Passes d. | Bostjan Nachbar 15 Gašper Vidmar 6 J. Lakovič, Jaka Blažič 4 |  | Arena Stožice, Ljubljana Affluence : 10 000 Arbitres : Ilija Belosević Marius Ciulin Chris Dodds |

## Article lié
1. Groupe E du Championnat d'Europe de basket-ball 2013